# Evangeline Cory Booth
Evangeline Cory Booth (25 de diciembre de 1865 - 17 de julio de 1950) fue la cuarta General del Ejército de Salvación desde 1934 hasta 1939. Fue la primera mujer General.

## Ejército de Salvación
Fue designada Field Commissioner por Reino Unido ocupando el cargo desde 1888 a 1891, enfrentando varias rebeliones populares. Desde 1891 hasta 1896 estuvo a cargo de la oficina de entrenamiento. Cuando en un grupo estadounidense liderado por su hermano Ballington Booth y su esposa Maud Ballington Booth intentaron tentar a los salvacionistas estadounidense para escindirse del Ejército de Salvación e incorporarse en un grupo rival denominado Volunteers of America, el General Booth envió a Evangeline a Nueva York. Cuando llegó se encontró con que las puertas de la sede del ejército en la Calle 14 habían sido cerradas con llave para no permitirle su ingreso. Sin embargo, "ella ascendió por la escalera de incendios y entró por una ventana posterior. Los disidentes la silbaron y gritaron hasta que ella se envolvió en una bandera estadounidense y los desafió "Deshónrenla si es que se animan." En el silencio atónito que se produjo ella toco su concertina y entonó "Over Jordan without Fearing." La rebelión de Ballington se diluyó."
Fue designada Comandante Territorial temporario de Estados Unidos, luego Comandante Territorial de Canadá. En 1904 regresó como Comandante de Estados Unidos, cargo que ocupó hasta 1934. Al producirse el terremoto de San Francisco de 1906, organizó una multitudinaria reunión en Union Square, Nueva York, donde se recolectaron más de 12,000 dólares para ayudar al esfuerzo del Ejército de Salvación para con las víctimas del desastre. Durante este período tomó la ciudadanía estadounidense.
En agosto de 1917, a pesar de las diferencias de opinión entre el Comandante Evangeline Booth y el General Pershing estadounidense, los primeros 250 miembros del ejército de Salvación partieron desde Nueva York hacia el frente de combate de la Primera Guerra Mundial en Francia. Pronto se ganaron la confianza de las tropas con su lema de cristiandad los ‘siete días de la semana’. En la medida que el reconocimiento a la labor iba en aumento, Evangeline expresó: ‘El éxito del Ejército de Salvación no es nuevo; solo hemos realizado una vieja tarea de manera anticuada.’ El pueblo estadounidense no estaba de acuerdo, y realizó donaciones por un monto de 13 millones de dólares para pagar las deudas de El Ejército, incurridas en la construcción de cantinas, hoteles, y cuartos de descanso durante la guerra, y con posterioridad en la provisión de cuidados y alojamiento a las tropas que regresaron de la guerra.
En 1927 Evangeline visitó a su hermano, el General Bramwell Booth, llevando un memorándum que cambiaría la forma en que El Ejército de Salvación designaba a su General. Bramwell no estaba convencido; el sostenía que designaría a su sucesor de la misma forma que su padre lo había hecho antes.
Sin embargo en enero de 1929 el primer Consejo General de El Ejército de Salvación tomó una decisión en sentido contrario, y desde entonces el General ha sido electo por el Consejo General, en consonancia con la propuesta de Evangeline Booth.

## Cuarto General
Evangeline Booth fue elegida General por el segundo Consejo general en 1934. Ella aportó al generalato su amplia experiencia en numerosas áreas de las tareas de El Ejército, pero nunca perdió su dedicación y entusiasmo original. Llamada ‘El General músico’ en las publicaciones del Ejército de Salvación de esa época, ella prestó gran atención a las actividades para ganar almas de las secciones musicales de El Ejército de Salvación.
Al igual que su padre, el fundador, Evangeline viajó por todo el mundo. Luego de ser elegida General recorrió Gran Bretaña, y en 1935 India, Ceilán, Australia, Nueva Zelandia, Hawái y Estados Unidos; luego a su regreso partió hacia Noruega y Suecia. Hacia finales de 1935 recorrió toda la costa este de Inglaterra hasta Darlington, varios condados del oeste y el valle del Támesis. Al año siguiente realizó otra caravana que recorrió desde Land's End a John o' Groats, y visitó Canadá, Estados Unidos y Francia, a pesar de que ya tenía más de 70 años de edad.
Las obras del Ejército de Salvación prosperaron en gran medida durante el liderazgo de Evangeline Booth, durante su mandato se comenzaron operaciones en Singapur, Argelia, Egipto, África Ecuatorial Francesa, Filipinas, México, y Malasia.